# Butmas-tur
Le butmas-tur (ou ati) est une langue océanienne parlée par 520 locuteurs (en 1983) dans la partie centre-orientale d’Espiritu Santo au Vanuatu.